# Vicente Gómez Plasent
Vicente Gómez Plasent (Valencia 1863 - ?) fue un pintor español.

## Biografía

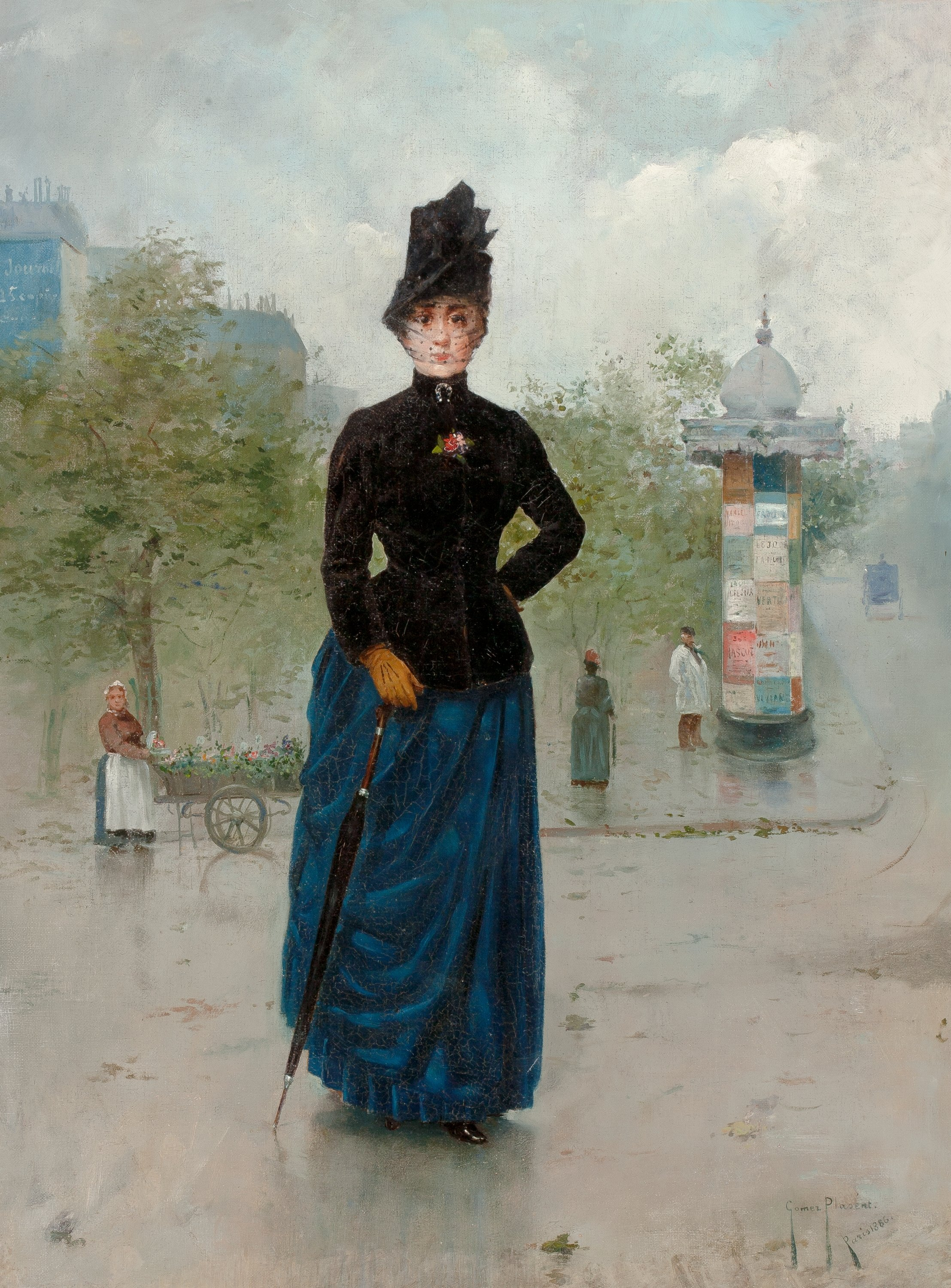
La Parisienne (1886).

Vicente Gómez Plasent nace en Valencia en 1863. Estudia arte en la Real Academia de Bellas Artes de San Fernando de Madrid, donde es discípulo del pintor Casto Plasencia. En 1881 ya participa en una exposición de acuarelas organizada por el Círculo de Bellas Artes, participando también en exposiciones de Bellas Artes de 1883 y 1884 en Madrid.
Posteriormente se traslada a París, donde disfruta de la vida bohemia y pinta diversas obras, como "La Parisienne" de 1886, siguiendo un estilo impresionista. Allí participa en 1888 en el certamen del “Salon des Artistes français” en París, y expone en el Palau de Belles Arts de Barcelona en 1888, en la  exposición universal de Barcelona. Más tarde se traslada a Buenos Aires, donde expone en 1897.